# Verbascum filianum
Verbascum filianum är en flenörtsväxtart som beskrevs av Erasmus Iuliu Nyárády. Verbascum filianum ingår i släktet kungsljus, och familjen flenörtsväxter. Inga underarter finns listade i Catalogue of Life.